# William Dally
William Dally, född den 22 februari 1908 i Elmira, Kalifornien, död den 30 maj 1996 i Elmira, var en amerikansk roddare som tog guld i åtta med styrman vid Olympiska sommarspelen 1928 i Amsterdam.